# Indonesia Open 1992
Die Indonesia Open 1992 waren eines der Top-10-Turniere im Badminton in Asien. Sie fanden vom 16. bis 20. September in Semarang statt. Das Preisgeld betrug 166.000 US-Dollar, dem höchsten angekündigten Grand-Prix-Preisgeld bis zu diesem Zeitpunkt, was dem Turnier zu einem Sechs-Sterne-Status im Grand Prix verhalf. Die Malaysia Open eine Woche früher konterten jedoch mit einer kurzfristigen Erhöhung des Preisgeldes auf 180.000 US-Dollar.

## Austragungsort
- GOR Jatidiri

## Sieger und Platzierte
| Disziplin    | Gold                                 | Silber                         | Bronze                     |
| ------------ | ------------------------------------ | ------------------------------ | -------------------------- |
| Herreneinzel | Ardy Wiranata                        | Joko Suprianto                 | Bambang Suprianto          |
| Herreneinzel | Ardy Wiranata                        | Joko Suprianto                 | Hermawan Susanto           |
| Dameneinzel  | Ye Zhaoying                          | Sarwendah Kusumawardhani       | Yuni Kartika               |
| Dameneinzel  | Ye Zhaoying                          | Sarwendah Kusumawardhani       | Lim Xiaoqing               |
| Herrendoppel | Rudy Gunawan Eddy Hartono            | Ricky Subagja Rexy Mainaky     | Imay Hendra Bagus Setiadi  |
| Herrendoppel | Rudy Gunawan Eddy Hartono            | Ricky Subagja Rexy Mainaky     | Chen Hongyong Chen Kang    |
| Damendoppel  | Erma Sulistianingsih Rosiana Tendean | Gillian Clark Gillian Gowers   | Finarsih Lili Tampi        |
| Damendoppel  | Erma Sulistianingsih Rosiana Tendean | Gillian Clark Gillian Gowers   | Catherine Eliza Nathanael  |
| Mixed        | Maria Bengtsson Pär-Gunnar Jönsson   | Aryono Miranat Eliza Nathanael | Gillian Gowers Jan Paulsen |
| Mixed        | Maria Bengtsson Pär-Gunnar Jönsson   | Aryono Miranat Eliza Nathanael | Gil Young-ah Lee Sang-bok  |

## Finalresultate
| Disziplin    | Sieger                               | Finalist                       | Ergebnis           |
| ------------ | ------------------------------------ | ------------------------------ | ------------------ |
| Herreneinzel | Ardy Wiranata                        | Joko Suprianto                 | 15–7, 6–15, 15–9   |
| Dameneinzel  | Ye Zhaoying                          | Sarwendah Kusumawardhani       | 11–7, 11–6         |
| Herrendoppel | Eddy Hartono Rudy Gunawan            | Ricky Subagja Rexy Mainaky     | 15–12, 15–5        |
| Damendoppel  | Rosiana Tendean Erma Sulistianingsih | Gillian Clark Gillian Gowers   | 15–12, 15–9        |
| Mixed        | Pär-Gunnar Jönsson Maria Bengtsson   | Aryono Miranat Eliza Nathanael | 15–12, 11–15, 15–9 |

## Herreneinzel

### Qualifikation
- F. Hergiono –  Sunoto E. J.: 15-8 / 15-0
- Ade Bachtiar –  Wahyu Nugroho: 15-4 / 15-7
- Gatot Satriadi –  Terry Hardiawan: 15-7 / 15-7
- Sunarno –  Halim Haryanto: 18-15 / 17-14
- Budi Santoso –  Agus Pambodi: 15-9 / 15-8
- George Rimarcdi –  Budi Santoso: 7-15 / 15-5 / 15-4
- Freddy Sukiman –  Davis Efraim: 5-15 / 17-15 / 15-8
- Christiarus Yuliarto –  Sarno Purnomo: 15-11 / 15-7
- Hengky Irawan –  A. K. Johannes: 15-10 / 15-8
- Hery Gunawan –  Roy Joyo: 18-15 / 15-7
- Didit Suluh Patria –  Tony Gunawan: 7-15 / 15-13 / 15-1
- Alfira –  Hendra Gunawan: 9-15 / 15-11 / 15-7
- F. Hergiono –  Mukhridal: 15-1 / 15-1
- Ade Bachtiar –  Nova Armada: 17-16 / 15-2
- Sunarno –  Gatot Satriadi: 12-15 / 18-14 / 1-0
- George Rimarcdi –  Budi Santoso: 15-9 / 7-15 / 15-2
- Freddy Sukiman –  Christiarus Yuliarto: 15-8 / 15-6
- Steve Mantouw –  Yulvitar: 15-5 / 15-7
- Hery Gunawan –  Hengky Irawan: 15-7 / 18-17
- Didit Suluh Patria –  Alfira: 15-2 / 15-0

### Hauptrunde
- Pan Teng –  You Kok Kiong: 15-7 / 15-5
- Fachtur Rozy –  Ernesto de la Torre: 15-1 / 15-5
- Xie Yangchun –  George Rimarcdi: 15-11 / 15-11
- Kim Hak-kyun –  Wu Chun-sheng: 15-8 / 15-2
- Marleve Mainaky –  Yifeng Shen: 8-15 / 15-6 / 15-6
- Sunarno –  Rosman Razak: 5-15 / 15-4 / 15-13
- Wu Wenkai –  Leonardo Ruiz: 15-1 / 15-3
- Eddy Kurniawan –  Lin Wei-chen: 9-15 / 15-8 / 15-8
- Ade Bachtiar –  Takuya Katayama: 15-11 / 15-1
- Bambang Suprianto –  Lee Yong-sun: 15-5 / 15-3
- Juang Jayadi –  Peter Axelsson: 15-18 / 15-2 / 15-3
- F. Hergiono –  Wong Ewee Mun: 15-8 / 14-17 / 15-4
- Kwan Yoke Meng –  Didit Suluh Patria: 11-15 / 15-13 / 15-9
- Rusmanto –  Hu Zhilang: 15-3 / 15-4
- Park Sung-woo –  Tsutomu Kinjo: 15-3 / 15-3
- Joko Suprianto –  Hamid Khan: 15-10 / 15-0
- Freddy Sukiman –  Tu Tung-sheng: 15-9 / 15-4
- Heryanto Arbi –  Fernando de la Torre: 15-9 / 15-5
- Henry G. Wiyadi –  Ong Ewe Hock: 15-12 / 15-8
- Thomas Stuer-Lauridsen –  Ge Cheng: 17-14 / 15-9
- Steve Mantouw –  Dong Jiong: 15-13 / 9-15 / 15-10
- Indra Wijaya –  Madhujya Barua: 15-5 / 15-7
- Teeranun Chiangtha –  Ng Liang Hua: 15-12 / 10-15 / 15-6
- Wan Zhengwen –  Hery Gunawan: 15-11 / 12-15 / 18-14
- C. Arief –  Yuzo Kubota: 15-9 / 15-6
- Liang Zhiqiang –  Chen Pang: 15-11 / 15-12
- Hermawan Susanto –  Lee Mou-chou: 15-6 / 15-4
- Deng Xiaojian –  Ajay Kanwar: w.o.
- Ardy Wiranata –  Pan Teng: 15-7 / 15-9
- Fachtur Rozy –  Xie Yangchun: 8-15 / 15-10 / 15-5
- Kim Hak-kyun –  Dwi Aryanto: 6-15 / 15-6 / 15-11
- Marleve Mainaky –  Sunarno: 15-10 / 15-8
- Eddy Kurniawan –  Ade Bachtiar: 15-7 / 15-12
- Bambang Suprianto –  Deng Xiaojian: 12-15 / 15-7 / 15-5
- Juang Jayadi –  F. Hergiono: 15-11 / 7-15 / 15-10
- Rusmanto –  Kwan Yoke Meng: 10-15 / 15-2 / 15-7
- Joko Suprianto –  Park Sung-woo: 9-15 / 15-8 / 15-0
- Heryanto Arbi –  Freddy Sukiman: 15-11 / 15-1
- Thomas Stuer-Lauridsen –  Henry G. Wiyadi: 15-3 / 15-8
- Indra Wijaya –  Steve Mantouw: 15-9 / 7-15 / 15-3
- Fung Permadi –  Teeranun Chiangtha: 15-12 / 15-11
- Wan Zhengwen –  C. Arief: 6-15 / 15-2 / 15-8
- Hermawan Susanto –  Liang Zhiqiang: 15-7 / 15-8
- Ardy Wiranata –  Fachtur Rozy: 15-3 / 15-3
- Marleve Mainaky –  Kim Hak-kyun: 15-5 / 15-10
- Eddy Kurniawan –  Wu Wenkai: 15-8 / 7-15 / 15-8
- Bambang Suprianto –  Juang Jayadi: 15-10 / 18-13
- Joko Suprianto –  Rusmanto: 15-9 / 18-15 / 15-8
- Heryanto Arbi –  Thomas Stuer-Lauridsen: 18-15 / 17-15
- Fung Permadi –  Indra Wijaya: 15-8 / 14-17 / 15-7
- Hermawan Susanto –  Wan Zhengwen: 15-0 / 15-6
- Ardy Wiranata –  Marleve Mainaky: 15-5 / 15-4
- Bambang Suprianto –  Eddy Kurniawan: 15-10 / 17-14
- Joko Suprianto –  Heryanto Arbi: 15-8 / 15-10
- Hermawan Susanto –  Fung Permadi: 15-9 / 15-0

### Endrunde
|  | Halbfinale | Halbfinale        | Halbfinale | Halbfinale | Halbfinale |  |  | Finale | Finale         | Finale | Finale | Finale |
|  |            |                   |            |            |            |  |  |        |                |        |        |        |
|  |            |                   |            |            |            |  |  |        |                |        |        |        |
|  |            | Ardy Wiranata     | 15         | 15         |            |  |  |        |                |        |        |        |
|  |            | Bambang Suprianto | 10         | 11         |            |  |  |        |                |        |        |        |
|  |            |                   |            |            |            |  |  |        | Ardy Wiranata  | 15     | 6      | 15     |
|  |            |                   |            |            |            |  |  |        | Joko Suprianto | 7      | 15     | 9      |
|  |            | Joko Suprianto    | 15         | 17         |            |  |  |        |                |        |        |        |
|  |            | Hermawan Susanto  | 10         | 15         |            |  |  |        |                |        |        |        |
|  |            |                   |            |            |            |  |  |        |                |        |        |        |

## Dameneinzel

### Qualifikation
- Caroline –  Emma Ermawati: 5-11 / 11-8 / 11-3
- Irra –  Sita Catur: 11-2 / 11-6
- Indarti Issolina –  Wahyu Sri Winarni: 11-2 / 11-9
- Enny Kuswati –  Evvi Lianawati: 12-9 / 11-7
- Caroline –  Olivia: 6-11 / 11-7 / 12-10
- Mia Audina –  Irra: 11-4 / 11-2
- Ellen Angelina –  Ek Wiwi: 11-6 / 5-11 / 11-5
- Ita Ardwiantini –  Margiyani: 11-6 / 11-2
- Dewiyanti Martha –  Hendrajaya Camelita: 11-7 / 11-7
- Indarti Issolina –  Eti Tantra: 11-1 / 11-1
- Enny Kuswati –  Arum Mawarti: 12-11 / 11-0
- Dosilina –  Rini Susilawati: 11-1 / 11-1

### Hauptrunde
- Erma Sulistianingsih /  Rosiana Tendean –  Gillian Clark /  Gillian Gowers: 15-12 / 15-9
- Shyu Yu-ling –  Hellen Paoki: 11-6 / 4-11 / 11-8
- Park Soo-yun –  Ellen Angelina: 11-0 / 11-2
- Michiyo Kitaura –  Ong Ai Li: 11-2 / 11-0
- Yuni Kartika –  Catrine Bengtsson: 11-5 / 11-2
- Han Jingna –  Ita Ardwiantini: 11-0 / 11-2
- Reny Handayani –  Neeru Nijhawan: 11-7 / 11-7
- Liu Yuhong –  Caroline: 11-1 / 11-5
- Lidya Djaelawijaya –  Guo Jing: 4-11 / 11-1 / 11-6
- Akiko Michiue –  Cindana Hartono: 4-11 / 11-8 / 12-11
- Lin Xiaoming –  Indarti Issolina: 8-11 / 11-2 / 12-10
- Ika Heny –  Chen Hsiao-li: 11-3 / 11-8
- Lisbet Stuer-Lauridsen –  Masako Sakamoto: 12-11 / 4-11 / 11-8
- Shen Lianfeng –  Dewiyanti Martha: 11-1 / 11-4
- Kristin Yunita –  Tan Lee Wai: 11-3 / 11-5
- Jihyun Marr –  Claudia Cruz: 11-3 / 11-3
- Chen Mei-cun –  Dosilina: 11-5 / 11-3
- Minarti Timur –  Zarinah Abdullah: 5-11 / 11-5 / 11-2
- Zhang Ning –  Pornsawan Plungwech: 12-10 / 12-11
- Chan Oi Ni –  Enny Kuswati: 11-5 / 11-0
- Meiluawati –  Takako Ida: 11-8 / 11-1
- Huang Hua –  Lee Wai Leng: 11-1 / 11-2
- Park Soo-yun –  Shyu Yu-ling: 11-1 / 11-5
- Jaroensiri Somhasurthai –  Michiyo Kitaura: 11-4 / 11-3
- Yuni Kartika –  Han Jingna: 11-12 / 11-7 / 11-2
- Sarwendah Kusumawardhani –  Cheng Yin Sat: 11-1 / 11-1
- Liu Yuhong –  Reny Handayani: 11-7 / 12-10
- Christine Magnusson –  Lidya Djaelawijaya: 11-8 / 11-7
- Mia Audina –  Akiko Michiue: 11-1 / 12-10
- Lin Xiaoming –  Ika Heny: 11-1 / 6-11 / 11-3
- Yuliani Santosa –  Lisbet Stuer-Lauridsen: 11-5 / 11-0
- Shen Lianfeng –  Kristin Yunita: 4-11 / 11-4 / 11-0
- Ye Zhaoying –  Jihyun Marr: 11-5 / 11-0
- Minarti Timur –  Chen Mei-cun: 11-3 / 11-1
- Lim Xiaoqing –  Zhang Ning: 11-6 / 11-7
- Meiluawati –  Chan Oi Ni: 11-2 / 11-4
- Lee Heung-soon - -: w.o.
- Huang Hua –  Park Soo-yun: 11-2 / 7-11 / 11-3
- Yuni Kartika –  Jaroensiri Somhasurthai: 11-4 / 11-1
- Sarwendah Kusumawardhani –  Liu Yuhong: 12-9 / 6-11 / 11-8
- Christine Magnusson –  Mia Audina: 11-7 / 11-2
- Yuliani Santosa –  Lin Xiaoming: 11-1 / 11-5
- Ye Zhaoying –  Shen Lianfeng: 11-5 / 11-4
- Lim Xiaoqing –  Minarti Timur: 11-6 / 11-9
- Meiluawati –  Lee Heung-soon: 11-8 / 11-5
- Yuni Kartika –  Huang Hua: 11-1 / 11-2
- Sarwendah Kusumawardhani –  Christine Magnusson: 11-7 / 12-10
- Ye Zhaoying –  Yuliani Santosa: 11-5 / 11-3
- Lim Xiaoqing –  Meiluawati: 5-11 / 11-5 / 11-7

### Endrunde
|  | Halbfinale | Halbfinale               | Halbfinale | Halbfinale | Halbfinale |  |  | Finale | Finale                   | Finale | Finale | Finale |
|  |            |                          |            |            |            |  |  |        |                          |        |        |        |
|  |            |                          |            |            |            |  |  |        |                          |        |        |        |
|  |            | Yuni Kartika             | 11         | 8          | 1          |  |  |        |                          |        |        |        |
|  |            | Sarwendah Kusumawardhani | 7          | 11         | 11         |  |  |        |                          |        |        |        |
|  |            |                          |            |            |            |  |  |        | Sarwendah Kusumawardhani | 7      | 6      |        |
|  |            |                          |            |            |            |  |  |        | Ye Zhaoying              | 11     | 11     |        |
|  |            | Ye Zhaoying              | 11         | 11         |            |  |  |        |                          |        |        |        |
|  |            | Lim Xiaoqing             | 8          | 3          |            |  |  |        |                          |        |        |        |
|  |            |                          |            |            |            |  |  |        |                          |        |        |        |

## Herrendoppel

### Qualifikation
- Ferry Gunawan /  Adi Susanto –  Bambang Suyono /  Thomas: 15-5 / 15-6
- Dodi /  Flandy Limpele –  Sarno Purnomo /  E. J. Subardjak: 15-8 / 15-6
- E. Dadan /  Kurnia –  Trisvawan Denny /  Daniel S.: 15-7 / 15-7
- Tiek Ming Kwan /  Rudy Wijaya –  Agus Pambodi /  Ardi Wahyu: 15-8 / 15-4
- Cuncun Haryono /  Victo Wibowo –  Felix Antonius /  Tri Kusharyanto: 15-5 / 15-4
- Santo Rusli /  Sandiarto –  Haryandana /  Herly Zaenudin: 18-13 / 15-9
- Ferry Supit /  Christiarus Yuliarto –  Davis Efraim /  Halim Haryanto: 16-18 / 15-9 / 15-13

### Hauptrunde
- Ong Ewe Chye /  Rahman Sidek –  Tony Gunawan /  Namrih: 15-6 / 15-1
- Chen Yu  /  Huang Yi –  Tiek Ming Kwan /  Rudy Wijaya: 15-5 / 15-11
- E. Dadan /  Kurnia –  Tu Tung-sheng /  Wu Chun-sheng: 15-12 / 15-9
- Yap Yee Guan /  Yap Yee Hup –  Cuncun Haryono /  Victo Wibowo: 15-10 / 15-1
- Rudy Gunawan /  Eddy Hartono –  Lee Mou-chou /  Lin Wei-chen: 15-3 / 15-5
- Aman Santosa /  Hadi Sugianto –  Ferry Gunawan /  Adi Susanto: 15-5 / 15-6
- Pramote Teerawiwatana /  Sakrapee Thongsari –  Chen Xingdong /  Liang Zhiqiang: 15-12 / 15-8
- Reony Mainaky /  Aras Razak –  Santo Rusli /  Sandiarto: 15-11 / 15-7
- Jan Paulsen /  Henrik Svarrer –  Ko Hsin-ming /  Liao Wei-chieh: 15-6 / 15-3
- Ong Ewe Chye /  Rahman Sidek –  S. Antonius Budi Ariantho /  Denny Kantono: 15-11 / 7-15 / 15-5
- Aryono Miranat /  Nunung Widianto –  Chen Yu  /  Huang Yi: 15-9 / 15-13
- Rudy Gunawan /  Dicky Purwotjugiono –  E. Dadan /  Kurnia: 15-3 / 17-15
- Lee Sang-bok /  Shon Jin-hwan –  Narin Rungbanapan /  Narong Rungbanapan: 15-8 / 15-10
- Yap Yee Guan /  Yap Yee Hup –  Ernesto de la Torre /  Fernando de la Torre: 15-2 / 15-1
- Ferry Supit /  Christiarus Yuliarto –  Heny Haryadi /  Seng Kok Kiong: 15-10 / 15-13
- Peter Axelsson /  Pär-Gunnar Jönsson –  Takuya Katayama /  Yuzo Kubota: 15-4 / 15-9
- Thomas Indracahya /  Richard Mainaky –  Dodi /  Flandy Limpele: 15-4 / 15-0
- Chen Hongyong /  Chen Kang –  Mintarno /  Ade Sutrisna: 15-4 / 15-9
- Imay Hendra /  Bagus Setiadi –  Madhujya Barua /  Ajay Kanwar: w.o.
- Rudy Gunawan /  Eddy Hartono –  Aman Santosa /  Hadi Sugianto: 15-7 / 15-8
- Pramote Teerawiwatana /  Sakrapee Thongsari –  Reony Mainaky /  Aras Razak: 18-16 / 7-15 / 15-13
- Jan Paulsen /  Henrik Svarrer –  Ong Ewe Chye /  Rahman Sidek: 15-18 / 15-10 / 15-4
- Imay Hendra /  Bagus Setiadi –  Aryono Miranat /  Nunung Widianto: 15-4 / 15-1
- Rudy Gunawan /  Dicky Purwotjugiono –  Lee Sang-bok /  Shon Jin-hwan: 15-8 / 8-15 / 15-5
- Ricky Subagja /  Rexy Mainaky –  Yap Yee Guan /  Yap Yee Hup: 15-3 / 17-18 / 15-9
- Peter Axelsson /  Pär-Gunnar Jönsson –  Ferry Supit /  Christiarus Yuliarto: 15-9 / 15-4
- Chen Hongyong /  Chen Kang –  Thomas Indracahya /  Richard Mainaky: 6-15 / 15-4 / 15-11
- Rudy Gunawan /  Eddy Hartono –  Pramote Teerawiwatana /  Sakrapee Thongsari: 15-6 / 15-6
- Imay Hendra /  Bagus Setiadi –  Jan Paulsen /  Henrik Svarrer: 15-5 / 17-15
- Ricky Subagja /  Rexy Mainaky –  Rudy Gunawan /  Dicky Purwotjugiono: 15-8 / 15-8
- Chen Hongyong /  Chen Kang –  Peter Axelsson /  Pär-Gunnar Jönsson: 15-7 / 10-15 / 15-7

### Endrunde
|  | Halbfinale | Halbfinale                 | Halbfinale | Halbfinale | Halbfinale |  |  | Finale | Finale                     | Finale | Finale | Finale |
|  |            |                            |            |            |            |  |  |        |                            |        |        |        |
|  |            |                            |            |            |            |  |  |        |                            |        |        |        |
|  |            | Eddy Hartono Rudy Gunawan  | 15         | 15         |            |  |  |        |                            |        |        |        |
|  |            | Imay Hendra Bagus Setiadi  | 9          | 1          |            |  |  |        |                            |        |        |        |
|  |            |                            |            |            |            |  |  |        | Eddy Hartono Rudy Gunawan  | 15     | 15     |        |
|  |            |                            |            |            |            |  |  |        | Ricky Subagja Rexy Mainaky | 12     | 5      |        |
|  |            | Ricky Subagja Rexy Mainaky | 15         | 15         |            |  |  |        |                            |        |        |        |
|  |            | Chen Kang Chen Hongyong    | 12         | 13         |            |  |  |        |                            |        |        |        |
|  |            |                            |            |            |            |  |  |        |                            |        |        |        |

## Damendoppel

### Qualifikation
- Caroline /  Margiyani –  Fifi /  Wahyu Sri Winarni: 15-7 / 15-9
- Emma Ermawati /  Ek Wiwi –  Ita Ardwiantini /  Enny Kuswati: 15-3 / 15-4
- Fenny Natalia /  Henny Novitalia –  Jheany Kristi /  Evvi Lianawati: 15-1 / 15-2
- Caroline /  Margiyani –  Reny Handayani /  Sumiati: 15-4 / 15-9
- Mia Audina /  Indarti Issolina –  Emma Ermawati /  Ek Wiwi: 15-10 / 15-5

### Hauptrunde
- Finarsih /  Lili Tampi –  Guo Jing /  Shen Lianfeng: 15-1 / 15-9
- Che Ling /  Wu Wenjing –  Fenny Natalia /  Henny Novitalia: 15-4 / 15-1
- Silvia Anggraini /  Eny Oktaviani –  Takako Ida /  Michiyo Kitaura: 15-0 / 15-6
- Gil Young-ah /  Park Soo-yun –  Lee Wai Leng /  Tan Lee Wai: 15-7 / 15-8
- Pan Li /  Yao Fen –  Mia Audina /  Indarti Issolina: 15-6 / 15-10
- Peng Xinyong /  Zhang Jin –  Cindy /  Susi Susanti: 15-8 / 15-9
- S. Herawati /  Zelin Resiana –  Catrine Bengtsson /  Maria Bengtsson: 4-15 / 15-11 / 15-3
- Catherine /  Eliza Nathanael –  Akiko Michiue /  Masako Sakamoto: 15-3 / 15-2
- Chan Oi Ni /  Cheng Yin Sat –  Caroline /  Margiyani: 18-16 / 12-15 / 15-10
- Chen Ying /  Sheng Wenqing –  Rosalina Riseu /  Lilik Sudarwati: 15-12 / 12-15 / 15-10
- Dede Hasanah /  Nonong Denis Zanati –  Chen Hsiao-li /  Shyu Yu-ling: 10-15 / 18-15 / 15-4
- Christine Magnusson /  Lim Xiaoqing –  Swa Cahayawati /  Ay Ling The: 15-2 / 15-3
- Finarsih /  Lili Tampi –  Che Ling /  Wu Wenjing: 15-9 / 15-4
- Gillian Clark /  Gillian Gowers –  Silvia Anggraini /  Eny Oktaviani: 15-12 / 15-10
- Pan Li /  Yao Fen –  Gil Young-ah /  Park Soo-yun: 15-11 / 15-13
- Peng Xinyong /  Zhang Jin –  S. Herawati /  Zelin Resiana: 15-8 / 15-10
- Catherine /  Eliza Nathanael –  Lisbet Stuer-Lauridsen /  Marlene Thomsen: 13-18 / 15-1 / 18-15
- Chen Ying /  Sheng Wenqing –  Chan Oi Ni /  Cheng Yin Sat: 15-2 / 15-3
- Erma Sulistianingsih /  Rosiana Tendean –  Dede Hasanah /  Nonong Denis Zanati: 15-5 / 15-1
- Finarsih /  Lili Tampi –  Christine Magnusson /  Lim Xiaoqing: 15-11 / 15-8
- Gillian Clark /  Gillian Gowers –  Pan Li /  Yao Fen: 15-5 / 15-5
- Catherine /  Eliza Nathanael –  Peng Xinyong /  Zhang Jin: 15-8 / 15-7

### Endrunde
|  | Halbfinale | Halbfinale                           | Halbfinale | Halbfinale | Halbfinale |  |  | Finale | Finale                               | Finale | Finale | Finale |
|  |            |                                      |            |            |            |  |  |        |                                      |        |        |        |
|  |            |                                      |            |            |            |  |  |        |                                      |        |        |        |
|  |            | Finarsih Lili Tampi                  | 5          | 15         | 12         |  |  |        |                                      |        |        |        |
|  |            | Gillian Clark Gillian Gowers         | 15         | 8          | 15         |  |  |        |                                      |        |        |        |
|  |            |                                      |            |            |            |  |  |        | Gillian Clark Gillian Gowers         | 12     | 9      |        |
|  |            |                                      |            |            |            |  |  |        | Rosiana Tendean Erma Sulistianingsih | 15     | 15     |        |
|  |            | Catherine Eliza Nathanael            | 12         | 15         | 2          |  |  |        |                                      |        |        |        |
|  |            | Rosiana Tendean Erma Sulistianingsih | 15         | 12         | 15         |  |  |        |                                      |        |        |        |
|  |            |                                      |            |            |            |  |  |        |                                      |        |        |        |

## Mixed

### Hauptrunde
- Herly Zaenudin /  Sumiati –  Chen Xingdong /  Zhang Hongyu: 15-3 / 4-15 / 15-2
- Huang Yi /  Peng Xinyong –  Dodi /  Ek Wiwi: 15-10 / 15-1
- S. Antonius Budi Ariantho /  Gillian Clark –  E. Dadan /  Emma Ermawati: 15-11 / 12-15 / 15-7
- Paulus Firman /  Rosiana Tendean –  Zhao Jianhua /  Wu Wenjing: 17-16 / 15-8
- Chen Yu  /  Zhang Jin –  Adi Susanto /  Fifi: 15-3 / 15-2
- Denny Kantono /  Zelin Resiana –  Pan Teng /  Shen Lianfeng: 15-5 / 15-11
- Aryono Miranat /  Eliza Nathanael –  Leonardo Ruiz /  Claudia Cruz: w.o.
- Lee Sang-bok /  Gil Young-ah –  Hamid Khan /  Zarinah Abdullah: 15-2 / 15-2
- Herly Zaenudin /  Sumiati –  Nunung Widianto /  S. Herawati: 11-15 / 15-9 / 15-8
- Henrik Svarrer /  Marlene Thomsen –  Richard Mainaky /  Minarti Timur: 15-12 / 15-4
- Aryono Miranat /  Eliza Nathanael –  Huang Yi /  Peng Xinyong: 15-8 / 15-4
- Paulus Firman /  Rosiana Tendean –  S. Antonius Budi Ariantho /  Gillian Clark: 16-17 / 18-16 / 15-3
- Pär-Gunnar Jönsson /  Maria Bengtsson –  You Kok Kiong /  Ong Ai Li: 15-4 / 15-0
- Denny Kantono /  Zelin Resiana –  Chen Yu  /  Zhang Jin: 15-8 / 15-3
- Jan Paulsen /  Gillian Gowers –  Lee Yong-sun /  Park Soo-yun: 15-1 / 15-7
- Lee Sang-bok /  Gil Young-ah –  Herly Zaenudin /  Sumiati: 15-13 / 15-6
- Pär-Gunnar Jönsson /  Maria Bengtsson –  Paulus Firman /  Rosiana Tendean: 8-15 / 18-16 / 15-12
- Jan Paulsen /  Gillian Gowers –  Denny Kantono /  Zelin Resiana: 15-9 / 15-7
- Aryono Miranat /  Eliza Nathanael –  Henrik Svarrer /  Marlene Thomsen: w.o.

### Endrunde
|  | Halbfinale | Halbfinale                         | Halbfinale | Halbfinale | Halbfinale |  |  | Finale | Finale                             | Finale | Finale | Finale |
|  |            |                                    |            |            |            |  |  |        |                                    |        |        |        |
|  |            |                                    |            |            |            |  |  |        |                                    |        |        |        |
|  |            | Lee Sang-bok Gil Young-ah          | 9          | 10         |            |  |  |        |                                    |        |        |        |
|  |            | Aryono Miranat Eliza Nathanael     | 15         | 15         |            |  |  |        |                                    |        |        |        |
|  |            |                                    |            |            |            |  |  |        | Aryono Miranat Eliza Nathanael     | 15     | 11     | 12     |
|  |            |                                    |            |            |            |  |  |        | Pär-Gunnar Jönsson Maria Bengtsson | 12     | 15     | 15     |
|  |            | Pär-Gunnar Jönsson Maria Bengtsson | 15         | 10         | 15         |  |  |        |                                    |        |        |        |
|  |            | Jan Paulsen Gillian Gowers         | 5          | 15         | 10         |  |  |        |                                    |        |        |        |
|  |            |                                    |            |            |            |  |  |        |                                    |        |        |        |